# Wełyki Macewyczi
Wełyki Macewyczi (ukr. Великі Мацевичі) – wieś na Ukrainie, w obwodzie chmielnickim, w rejonie chmielnickim, w hromadzie Starokonstantynów. W 2001 liczyła 603 mieszkańców, spośród których 597 wskazało jako ojczysty język ukraiński, 5 rosyjski, a 1 białoruski.